# 三本雅彦
三本 雅彦（みもと まさひこ、1990年3月5日 - ）は、日本の小説家。神奈川県鎌倉市出身。

## 来歴
鎌倉生まれ。藤沢翔陵高等学校、駒澤大学卒業。会社員、東京都在住。
2017年10月、「新芽」で第97回オール讀物新人賞を受賞。
応募総数1,940篇から、105篇が第一次予選を通過。9月29日、最終候補5作品から新人賞に選ばれた。選考委員は、安部龍太郎、有栖川有栖、池井戸潤、乃南アサ、村山由佳。

## 受賞・候補
- 2017年　『新芽』で第97回オール讀物新人賞

## 作品リスト

### 単行本
- 『運び屋円十郎』文藝春秋、2023年6月9日[5][6]

### 雑誌掲載
小説
- 新芽（『オール讀物』2017年11月号）
- 青い雫（『オール讀物』2018年10月号）
- 運び屋 円十郎（『オール讀物』2021年4月号）
- 百両の荷物 運び屋円十郎（『オール讀物』2021年11月号）

エッセイ
- 秘密のマイルール（『小説すばる』2023年8月号）